# Anabar (Straße)
Anabar ist eine in Bau befindliche Fernstraße in der russischen Teilrepublik Sacha (Jakutien) in Sibirien. Sie soll nach Fertigstellung von Mirny in nördlicher Richtung über Udatschny und Olenjok nach Jurjung-Chaja führen. Jurjung-Chaja liegt knapp 100 km südlich der Mündung des namengebenden Flusses Anabar in die Laptewsee des Arktischen Ozeans. In Mirny ist die Anabar an die ebenfalls in Bau befindliche Fernstraße A331 Wiljui angebunden. Eine Straße von Mirny über Tschernyschewski am Fluss Wiljui nach Udatschny mit Abzweig nach Aichal wurde bereits im Rahmen der Erschließung der dortigen nördlichen Gruppe der jakutischen Diamantenvorkommen in den 1960er bis 1970er Jahren errichtet und wird im Rahmen des Projektes ausgebaut.

## Verlauf
| km                  | Orte             | Kreuzungen                                       |
| ------------------- | ---------------- | ------------------------------------------------ |
| 0                   | bei Almasny      | Abzweig der Straße A331 Wiljui (Lensk – Jakutsk) |
| 17                  | Mirny            |                                                  |
| 56                  |                  | Abzweig nach Swetly (33 km)                      |
|                     |                  | Querung des Ulachan-Botuobuja                    |
| 101                 | Tschernyschewski |                                                  |
|                     |                  | Querung des Wiljui                               |
| 177                 | Olguidach        |                                                  |
|                     |                  | Querung der Morkoka                              |
| 285                 | Morkoka          |                                                  |
|                     |                  | Querung der Marcha                               |
| 455                 |                  | Abzweig nach Aichal (11 km)                      |
| 519                 | Udatschny        | Abzweig nach Poljarny (8 km)                     |
| geplant oder in Bau | Olenjok          |                                                  |
| geplant oder in Bau | Schilinda        |                                                  |
| geplant oder in Bau | Saskylach        |                                                  |
| geplant oder in Bau | Jurjung-Chaja    |                                                  |